# Città di Colchester
Colchester è una città dell'Essex, Inghilterra, Regno Unito, con sede nella realtà urbana omonima.
Il distretto fu creato con il Local Government Act 1972, il 1º aprile 1974 dalla fusione del borgo di Colchester con i distretti urbani di West Mersea e Wivenhoe e con il distretto rurale di Lexden and Winstree. La regina Elisabetta II l’ha dichiarato città nel 2022.

## Parrocchie civili
Le parrocchie del distretto, che non coprono l'area del capoluogo, sono:
- Abberton
- Aldham
- Birch
- Boxted
- Chappel
- Copford
- Dedham
- East Donyland
- East Mersea
- Eight Ash Green
- Fingringhoe
- Fordham
- Great and Little Wigborough
- Great Horkesley
- Great Tey
- Langenhoe
- Langham
- Layer Breton
- Layer-de-la-Haye
- Layer Marney
- Little Horkesley
- Marks Tey
- Messing-cum-Inworth
- Mount Bures
- Myland
- Peldon
- Salcott
- Stanway
- Tiptree
- Virley
- Wakes Colne
- West Bergholt
- West Mersea
- Wivenhoe
- Wormingford